# 子癇
子癇（eclampsia）是妊娠晚期、临产时、新产后发生的急性脑病，常出现抽搐和昏迷（癲癇發作），机制类似高血压脑病。子痫多数在先兆子痫基础上发作。子癇前症是一種妊娠高血壓疾病，且常併發水腫、蛋白尿或其他器官功能異常。子癇可能會在分娩前、分娩中或分娩後發生。
子癇的发作是一种全身强直阵挛发作，約會持續一分鐘。在癲癇後可能會處於癲癇發作后狀態或是昏迷。併發症有吸入性肺炎、腦出血、腎功能衰竭或是心搏停止。子癇前症及子癇都可歸類為妊娠高血压疾病或妊娠高血压综合征（妊高征）。

## 字源及歷史
英語：源自希臘語：（eklampsía，意為閃電，隱喻其短暫爆發的特性）。第一個有關子癇症狀的描述是在西元前五世紀的希波克拉底。

## 預防及治療方式
建議的預防方式如下：高風險者服用阿斯匹靈，若鈣質攝取量不足，使用鈣質補充劑，針對早期的高血壓給予藥物治療。在懷孕期間運動也會有幫助。若有子癇症狀，肌肉注射或靜脈注射硫酸鎂可改善症狀，一般來說是安全的，在已開發國家及開發中國家都適用。可能也需要設備來輔助呼吸，其他的治療包括高血壓藥物肼屈嗪以及用陰道分娩或是剖宮產方式緊急將胎兒生下。

## 流行病學，預後
產婦中約有5%會得到子癇前症，其中约28%（总数1.4%）会发子癇。已開發國家因為醫療的改善，每2000名產婦約有1名會得到子癇。妊娠高血壓是懷孕期最常見的死因之一。2013年因妊娠高血壓死亡的人數為二萬九千人，較1990年的三萬七千人要少。患有子癇的女性中，約有1%因此死亡。